# Inowrocław (comune rurale)
Inowrocław è un comune rurale polacco del distretto di Inowrocław, nel voivodato della Cuiavia-Pomerania.
Ricopre una superficie di 171,05 km² e nel 2007 contava 11 257 abitanti.
Il capoluogo è Inowrocław, che non fa parte del territorio ma costituisce un comune a sé.